# Люстр (керамика)
Люстр (от фр. lustre — глянец, блеск, лат. lustro — освещаю) — особая разновидность глазури «восстановительного огня», которую используют для декорирования изделий из керамики или стекла, придающей поверхности изделия металлический или перламутровый отблеск различных оттенков.

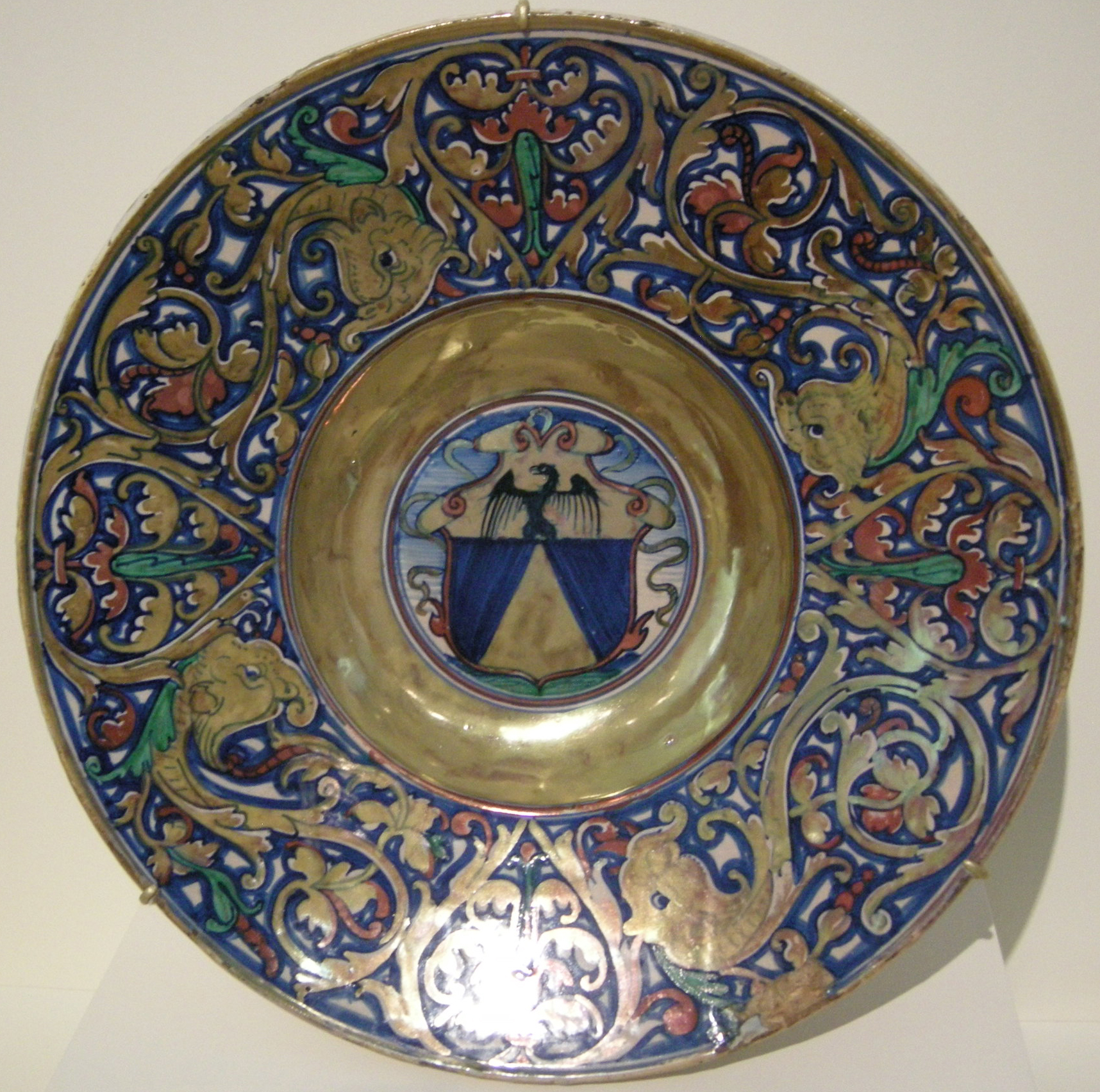
Блюдо с росписью люстром. Мастер Дж. Андреоли. Губбио. 1524. Музей Гетти

Традиционно люстр, содержащий окислы серебра, меди и других металлов, наносили на предварительно обожжённую глазурь, а затем подвергали восстановительному обжигу в муфельной печи при небольшой температуре и полировали. Цветовой оттенок получающегося блестящего слоя определяется соотношением оксидов в смеси и особенностями обжига.
Люстрованные изделия появляются в VIII—IX веках на мусульманском Востоке, но своего расцвета технология достигла в XIII веке в Персии (Рей, Сузы), Сирии (Ракка), Египте (Фустат). Ислам запретил использование посуды из драгоценных металлов, которую в доисламскую эпоху считали роскошью. Этим объясняется высокий спрос на изделия, хотя бы своим блеском напоминавшие золотую и серебряную утварь. В дальнейшем люстр появился на Пиренейском полуострове и широко применялся в испано-мавританской керамике XIII—XV вв., а затем в XV—XVI вв. распространился в Италии, в изделиях итальянской майолики, где его изобретателем считали мастера Джорджо Андреоли. Венецианские мастера с XIII века расписывали люстром изделия знаменитого муранского стекла.
После перерыва в несколько столетий интерес к люстровой керамике и стеклу возобновился в конце XVIII и в XIX веке в Западной Европе с появлением новой технологии: использование резинатов металлов (солей смоляных кислот). Подобная техника применяется до сих пор. Люстровые краски наносят кистью на глазурованное изделие. При последующем обжиге при температуре 700—800 °С органические компоненты краски выгорают, оставляя на поверхности блестящий металлический слой толщиной несколько микрон.

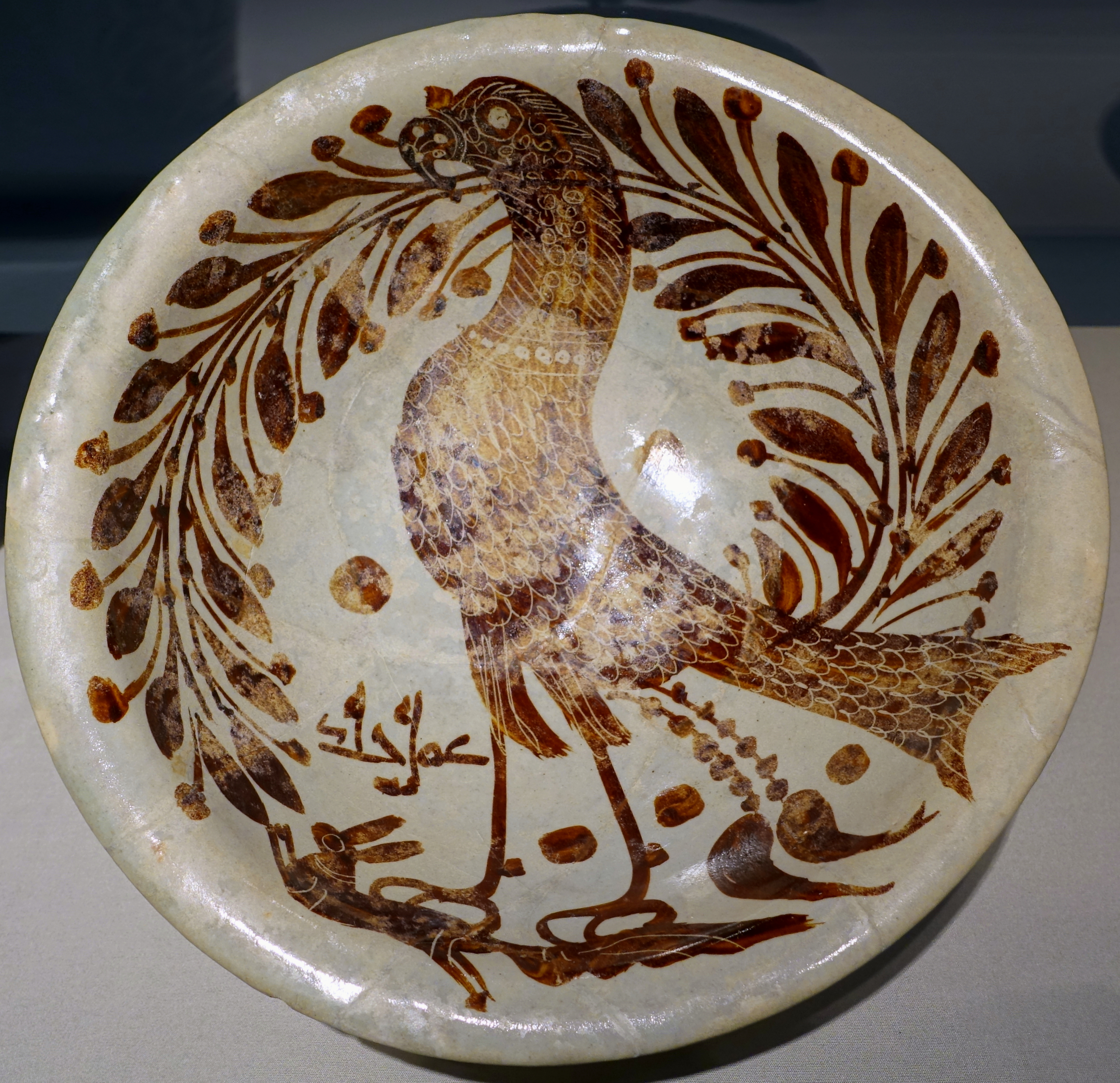
Чаша. Персия. Период Аббасидов, IX век. Мастер Халид. Галерея Фрира.
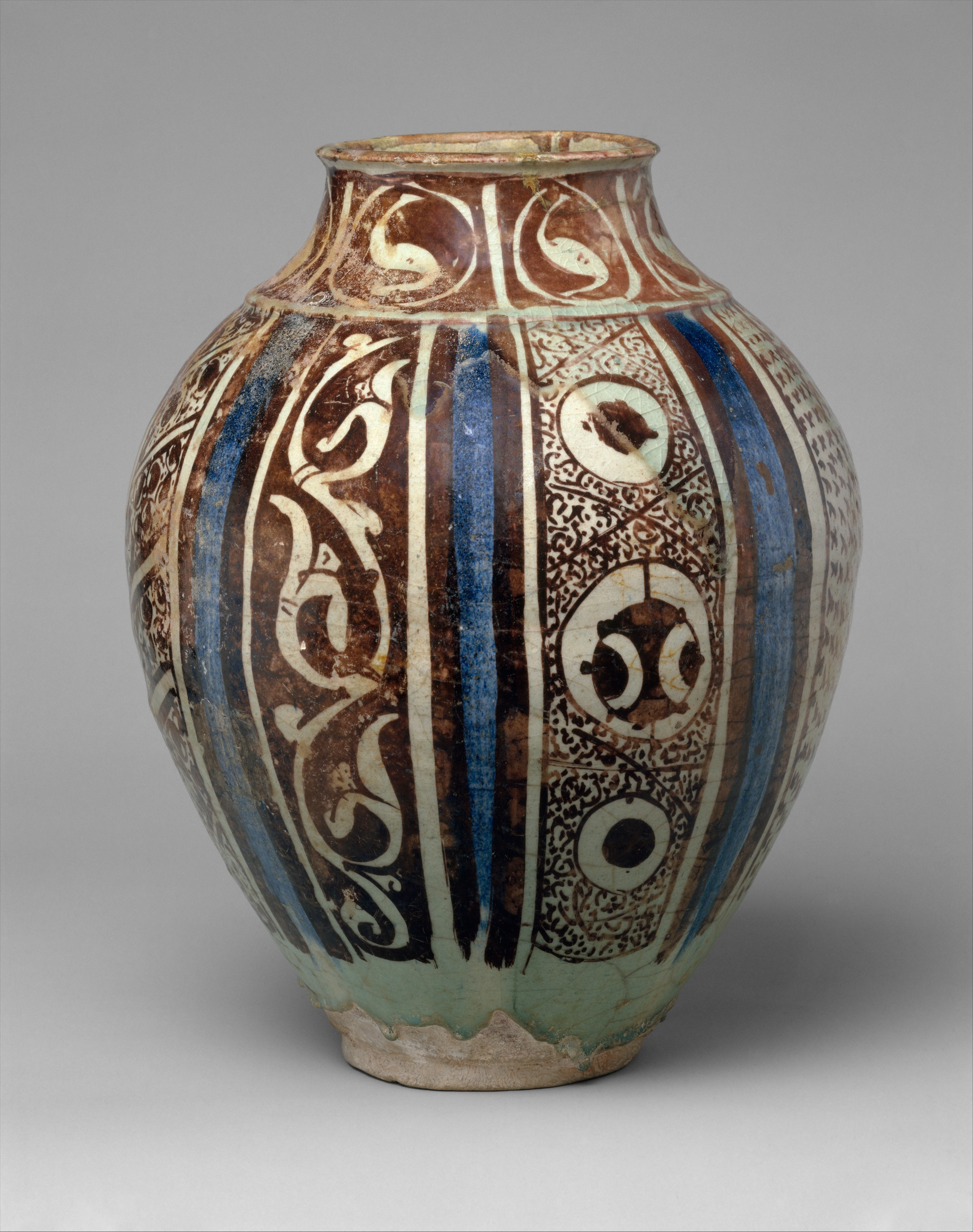
Кувшин. Сирия, Ракка. Конец XII-начало XIII века. Музей Метрополитен.
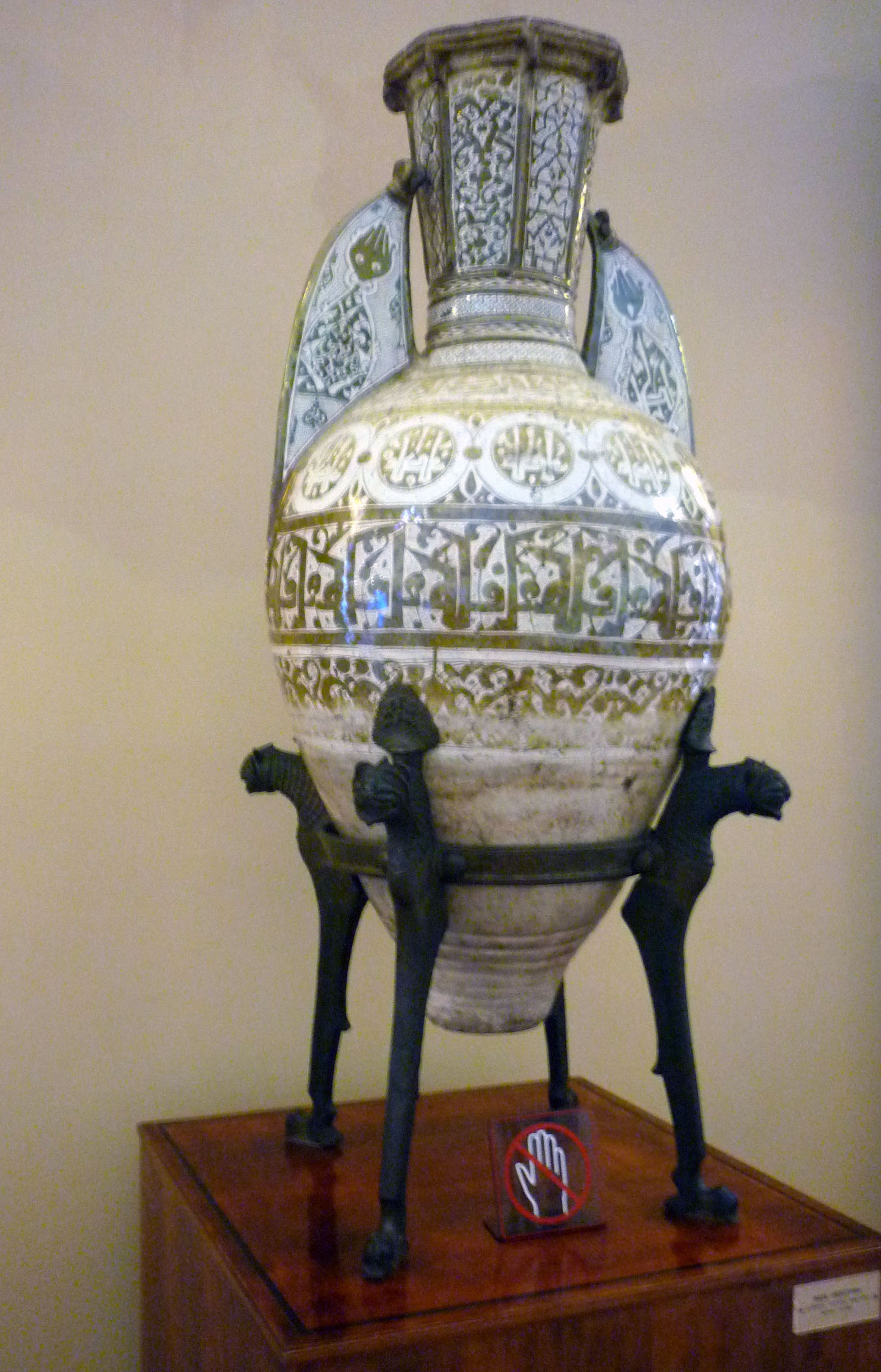
Ваза Фортуни. Малага. XIV век. Эрмитаж.
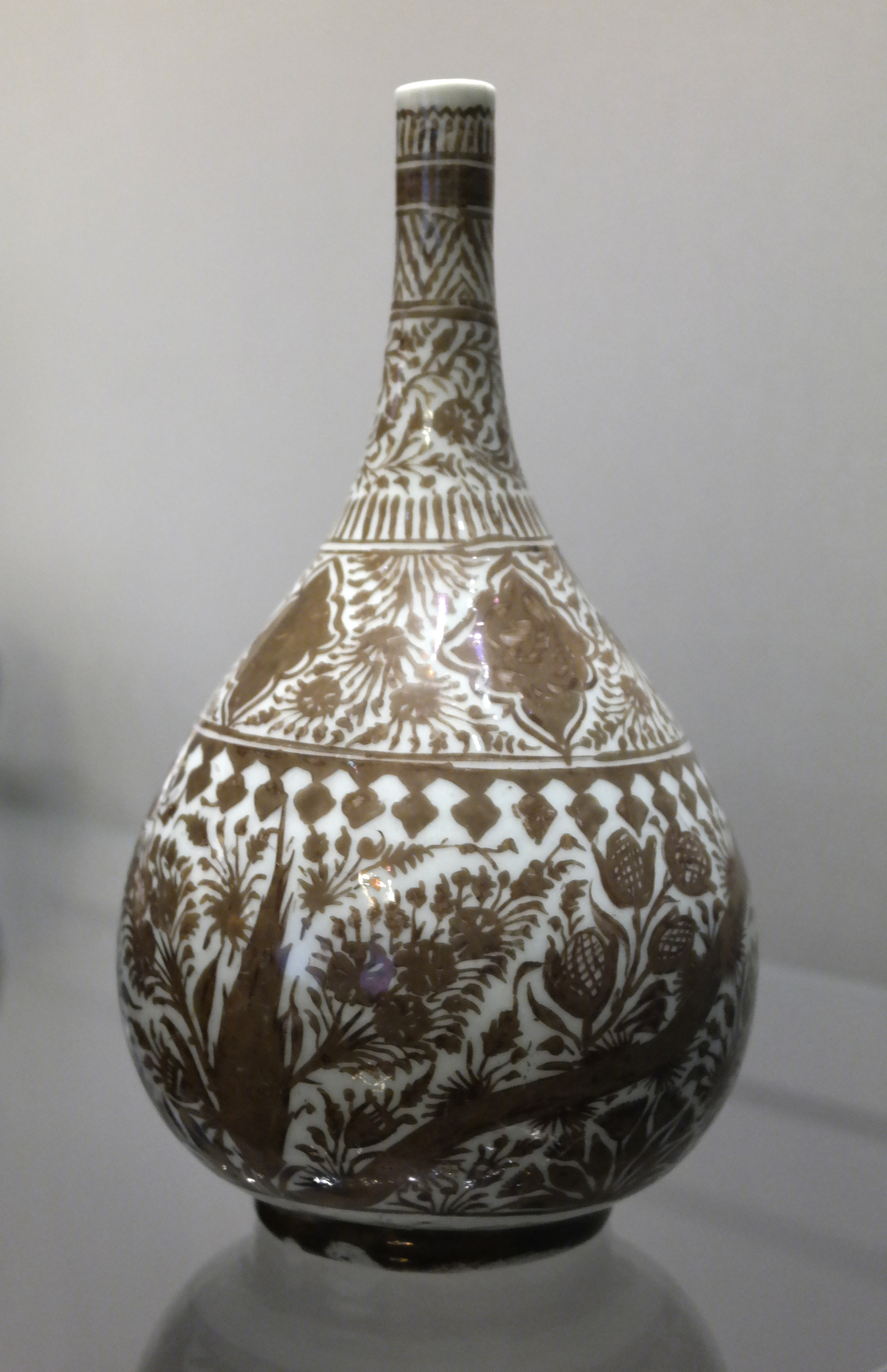
Бутыль. Иран. XVII век. Эрмитаж.
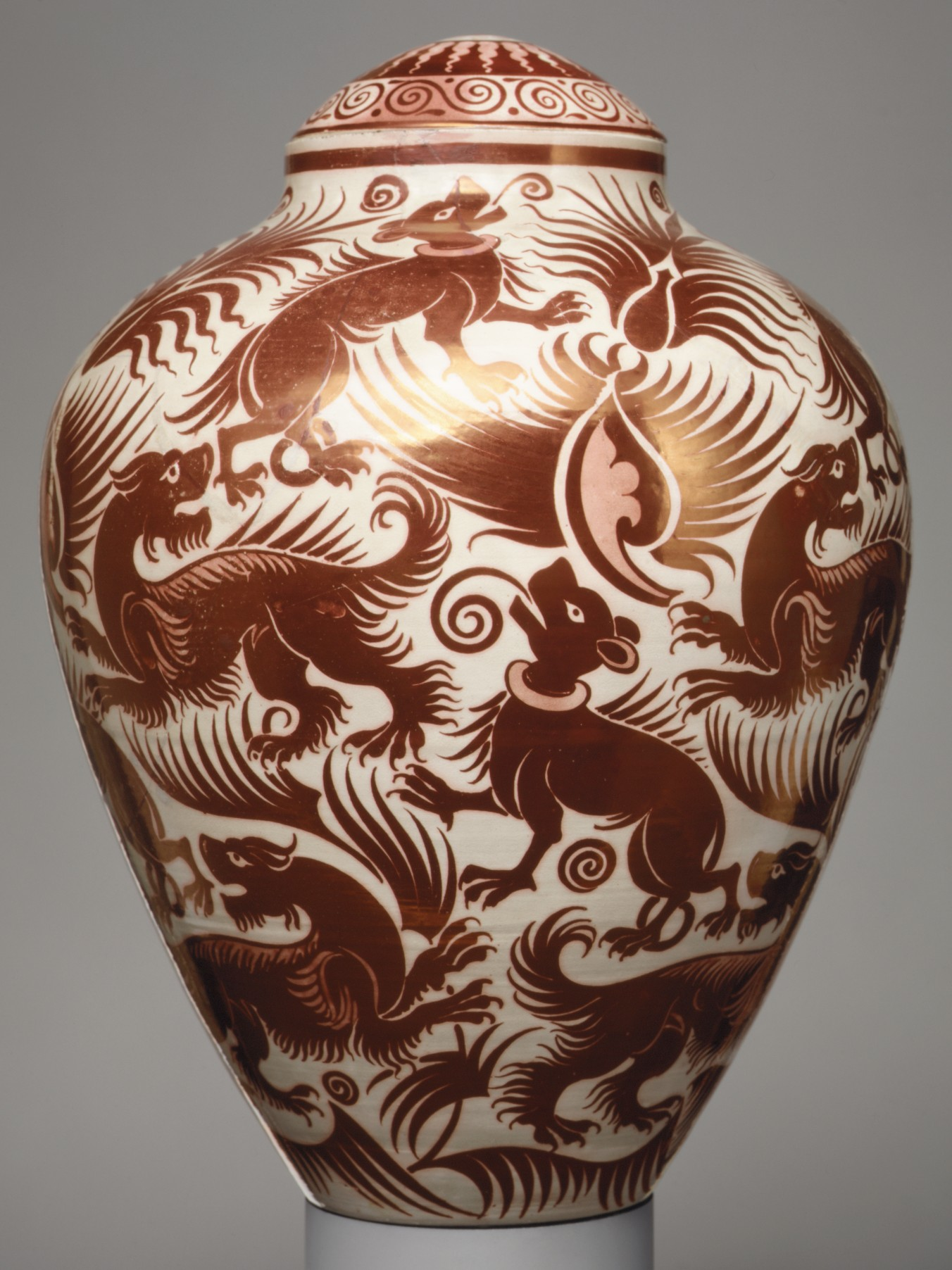
У. Де Морган[англ.]. Ваза с крышкой. Между 1888 и 1898 годами. Музей Метрополитен .
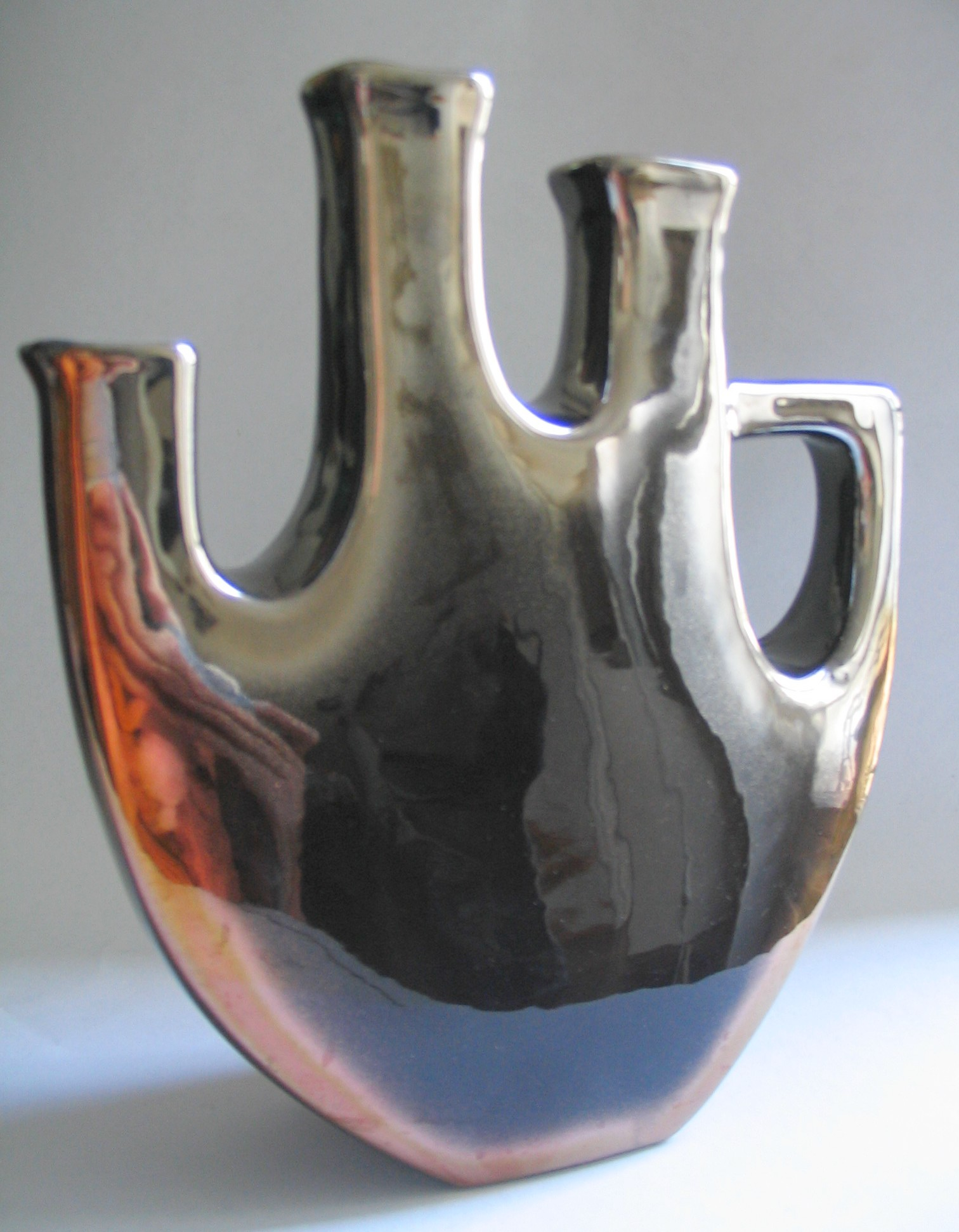
Ваза. Бельгия. XX век.